# كروفورد مارتن
كروفورد مارتن (بالإنجليزية: Crawford Martin)‏ هو محامي وسياسي أمريكي، ولد في 13 مارس 1916 في هيلزبورو في الولايات المتحدة، وتوفي في 29 ديسمبر 1972 في أوستن في الولايات المتحدة بسبب نوبة قلبية. حزبياً، نشط في الحزب الديمقراطي. وقد انتخب عضو مجلس ولاية تكساس.